# Solduga
Solduga es un pequeño pueblo casi despoblado del municipio de Bajo Pallars, en la comarca leridana del Pallars Sobirá, ya en su sector más meridional, en el límite con el Pallars Jussá. Está situado a 1261 m de altitud, en el vertiente meridional de la sierra de Cuberes a unos mil metros de distancia al SW de la cima del Cap de Roques de Solduga (1 532'8 m). En 2013 tenía 1 habitante.
Está situado al pie de un risco, unos 400 m por encima del barranco del Infierno. La actual iglesia parroquial, dedicada a San Martín, sustituyó en el siglo XIX al antiguo templo románico del mismo nombre, cuyas ruinas están en un rellano habilitado en la pared del risco, unos seis metros sobre el suelo. Cerca de aquí, hacia el NW, está el despoblado troglodítico de Espluga de Cuberes, también colgado sobre el mismo barranco.
Se llega hasta Solduga a través de la pista forestal que se desvía a la derecha de la carretera a Baén, al poco de pasar el puente sobre el río Noguera Pallaresa, cruzando el barranco del Río Mayor y atravesando el bosque de Pentina. La pista asciende la sierra de Cuberes por su vertiente N camino de Cuberes. Ya en las alturas de la sierra, la pista de Solduga se desvía de ella en dirección SW.

## San Martín de Solduga
Esta iglesia románica fue construida tras el acondicionamiento de un estrecho rellano en la roca. Sin ser del todo troglodítica, por no estar en una cueva, aprovecha la pared de roca como muro. Se trata de una construcción de planta rectangular, algo irregular, y estrecha con un ábside semicircular también estrecho. Es evidente que las circunstancias orográficas han condicionado totalmente las características de este templo. Se le supone una antigüedad no anterior al siglo XI.

## Otros lugares de interés
Al NE de Solduga, cerca del Cap de Roques de Solduga, se encuentra el Santuario de la Mare de Déu d'Esplà (Ntra. Sra. del Llano). Se trata de una pequeña capilla de una sola nave, con el ábside cuadrado y sin destacar del conjunto. Cada año, el domingo anterior a Pascua Florida, se celebra un aplec (especie de romería).
A unos 200 m de distancia del santuario en dirección SE se encuentra el refugio de montaña de Esplà.

## Solduga en el Madoz
Solduga aparece citado en el Diccionario geográfico-estadístico-histórico de España y sus posesiones de Ultramar, obra de Pascual Madoz. Por su gran interés documental e histórico, se transcribe a continuación dicho artículo sin abreviaturas y respetando la grafía original. 

SOLDUGA: manso en la provincia de Lérida, partido judicial de Sort, jurisdiccion del lugar de Espluga (Véase). Tiene una CASA y una ermita, dedicada a San Martin, aneja de la parroquia de Espluga; y su término, territorio y demas circunstancias es lo mismo que ya dejamos dicho en el articulo del indicado Espluga.